# كودكيرك-برانش
كوديكيرك برانش (بالفرنسية: [kudkɛʁk bʁɑ̃ʃ]؛ الهولندية: Nieuw-Koudekerke [niu ˈkʌudəˌkɛrkə]؛ الفلمنكية الغربية: Nieuw-Koukerke؛ الفلمنكية: Nieuwe-Koudekerke؛ هي بلدة في مقاطعة نورد الفرنسية، أوت دو فرانس، شمال فرنسا.
وهي أكبر ضواحي دونكيرك، وهي مجاورة لها من الجنوب الشرقي. في عام 2018، بلغ عدد سكان كوديكيرك برانش 20.925 نسمة. تبلغ مساحة البلدة 9.14 كيلومتر مربع (3.53 ميل مربع).

## وصلات خارجية
- الموقع الرسمي